# 憲法調査会法
憲法調査会法（けんぽうちょうさかいほう、昭和31年6月11日法律第140号）は、日本の内閣に設置されていた憲法調査会に関する法律である。

## 概要
1956年6月11日、日本国憲法に検討を加え、関係諸問題を調査審議することを目的として、内閣に憲法調査会を設置することを規定した法律として公布・施行された。調査結果を内閣及び内閣を通じて国会に報告するとしている。
その後、憲法調査会の委員の定数の変更に関して計4回の改正が行われた。
1965年6月3日、憲法調査会法の廃止及び臨時司法制度調査会設置法等の失効に伴う関係法律の整理に関する法律（昭和40年法律第116号）により廃止された。